# تئوفیل هامل
تئوفیل-ابراهیم هامل (Théophile Hamel)، (۸ نوامبر ۱۸۱۷ – ۲۳ دسامبر ۱۸۷۰) یک هنرمند کانادایی بود که عمدتاً پرتره‌ها و تصاویر مذهبی را در کبک قرن نوزدهم نقاشی می‌کرد.
هامل در سال ۱۸۱۷ در سن فوی (آن زمان حومه شهر کبک)، به عنوان فرزند یک کشاورز موفق به دنیا آمد. نیاکان پدری هامل را می‌توان تا مهاجر فرانسوی ژان هامل ردیابی کرد که در سال ۱۶۵۶ از آورمنیل (نرماندی) وارد فرانسه نو شد. در سال ۱۸۳۴، تئوفیل از آنتونی پلاموندون درس هنر آموخت. مدتی در آکادمی سان لوکا در رم حضور یافت. او بسیار علاقه‌مند به آثار رومانتیک بود.